# Рибалко Максим Вікторович
Максим Вікторович Рибалко (рос. Максим Викторович Рыбалко; 16 вересня 1986, м. Москва, СРСР) — російський хокеїст, захисник. Виступає за «Єрмак» (Ангарськ) у Вищій хокейній лізі. 
Вихованець хокейної школи «Крила Рад» (Москва). Виступав за «Капітан» (Ступіно), «Лада» (Тольятті), МХК «Крила», «Амур» (Хабаровськ).
Брат: Михайло Рибалко.